# Kristianstad
Kristianstad est une ville de Suède, chef-lieu de la commune de Kristianstad, dans le comté de Scanie.

## Population
| 1960   | 1965   | 1970   | 1975   | 1980   |
| ------ | ------ | ------ | ------ | ------ |
| 24 480 | 26 480 | 29 013 | 30 780 | 30 593 |

| 1990   | 1995   | 2000   | 2005   | 2010   |
| ------ | ------ | ------ | ------ | ------ |
| 31 314 | 30 819 | 31 592 | 33 083 | 35 711 |

| 2016   | 2023   | - | - | - |
| ------ | ------ | - | - | - |
| 40 145 | 41 198 | - | - | - |

## Lieux et monuments
Au sud de la ville se trouve le lac Hammarsjon.

## Transports

### Transport ferroviaire
La ligne côtière de Blekinge (sv), anciennement chemin de fer Sölvesborg-Kristianstads de 1874, a son terminus ouest dans la ville et arrive à la gare centrale de Kristianstad  par le nord-ouest.
Dans l'ancienne gare Kristianstad Södra du chemin de fer Kristianstad-Åhus, se trouve aujourd'hui le musée ferroviaire de Kristianstad (sv).
Depuis la gare centrale de Kristianstad , il y a également des trains pour Helsingborg (par la Skånebanan (sv)) et Copenhague.
Via la ligne côtière de Blekinge, les trains vont à Karlskrona via, entre autres, Karlshamn.

### Transport routier
La route européenne 2 passe à la périphérie sud de la ville et elle croise la Härlövsängaleden, la route nationale 19, la route nationale 21 et la route régionale 118, qui constituent toutes d'importantes liaisons routières avec la ville.
De nombreux bus express de Skånetrafiken partent de Kristianstad vers, entre autres destinations, Ystad, Simrishamn, Malmö, Lund et Älmhult.

### Transport aérien
À 1,5 km au sud de la ville se trouve l'aéroport de Kristianstad (sv), qui propose des vols réguliers et constitue une voie de déviation pour Sturup en cas de mauvais temps ou de fermetures de routes.

## Personnalités
- Fredrik Böök, écrivain
- Bo Lundgren, politicien
- Åke Ohlmarks, écrivain
- Carl Ludvig Trägårdh, artiste
- Lisa Nordén, triathlete
- Timothy Liljegren, joueur de hockey
- Anders Jahan Retzius (1742-1821), naturaliste
- Emma Lundberg (1869-1953), artiste
- Ture Person (1892-1956), sprinter,
- Anders Linderoth (1950-), footballeur
- Heléne Fritzon (1960-), femme politiqu
- Malin Andersson (1973-), footballeur
- Kristina Ohlsson (1979-), écrivain
- Andreas Thuresson (1987-), joueur de hockey
- Kosovare Asllani (1989-), footballeur
- Sebastian Nanasi (2002-), footballeur

## Jumelages
| Ville | Ville    | Pays | Pays     |
| ----- | -------- | ---- | -------- |
|       | Espoo    |      | Finlande |
|       | Køge     |      | Danemark |
|       | Šiauliai |      | Lituanie |

## Galerie

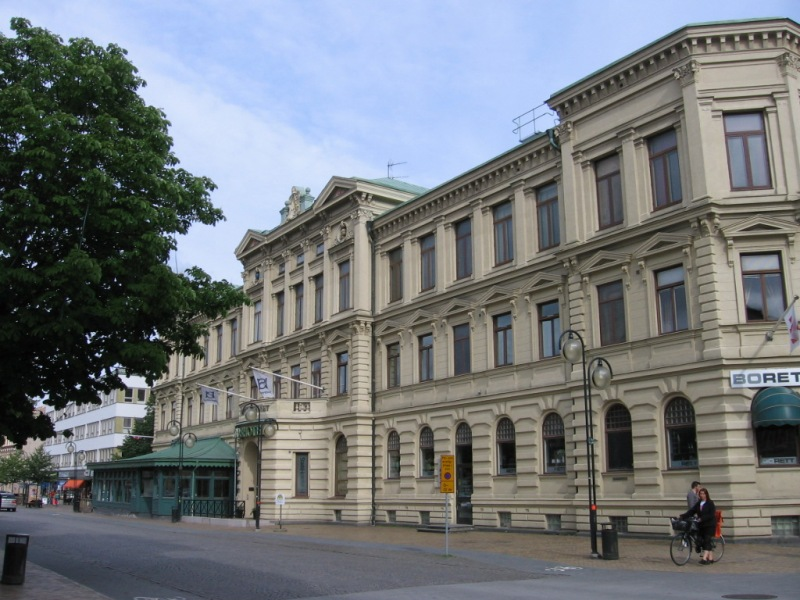
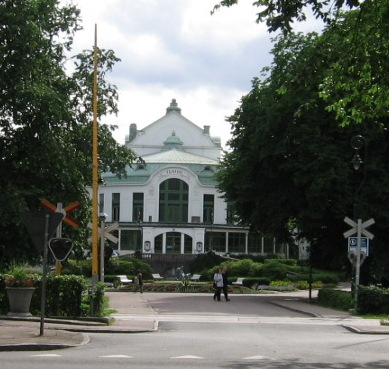
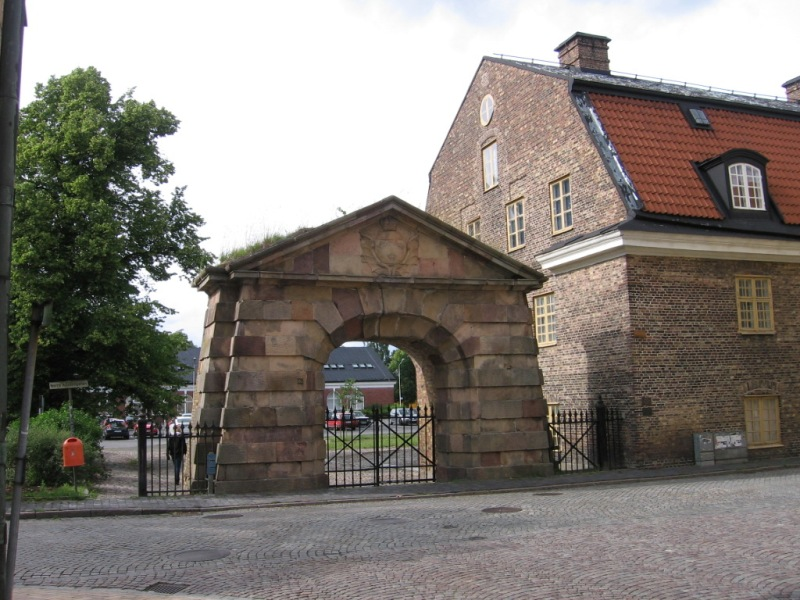
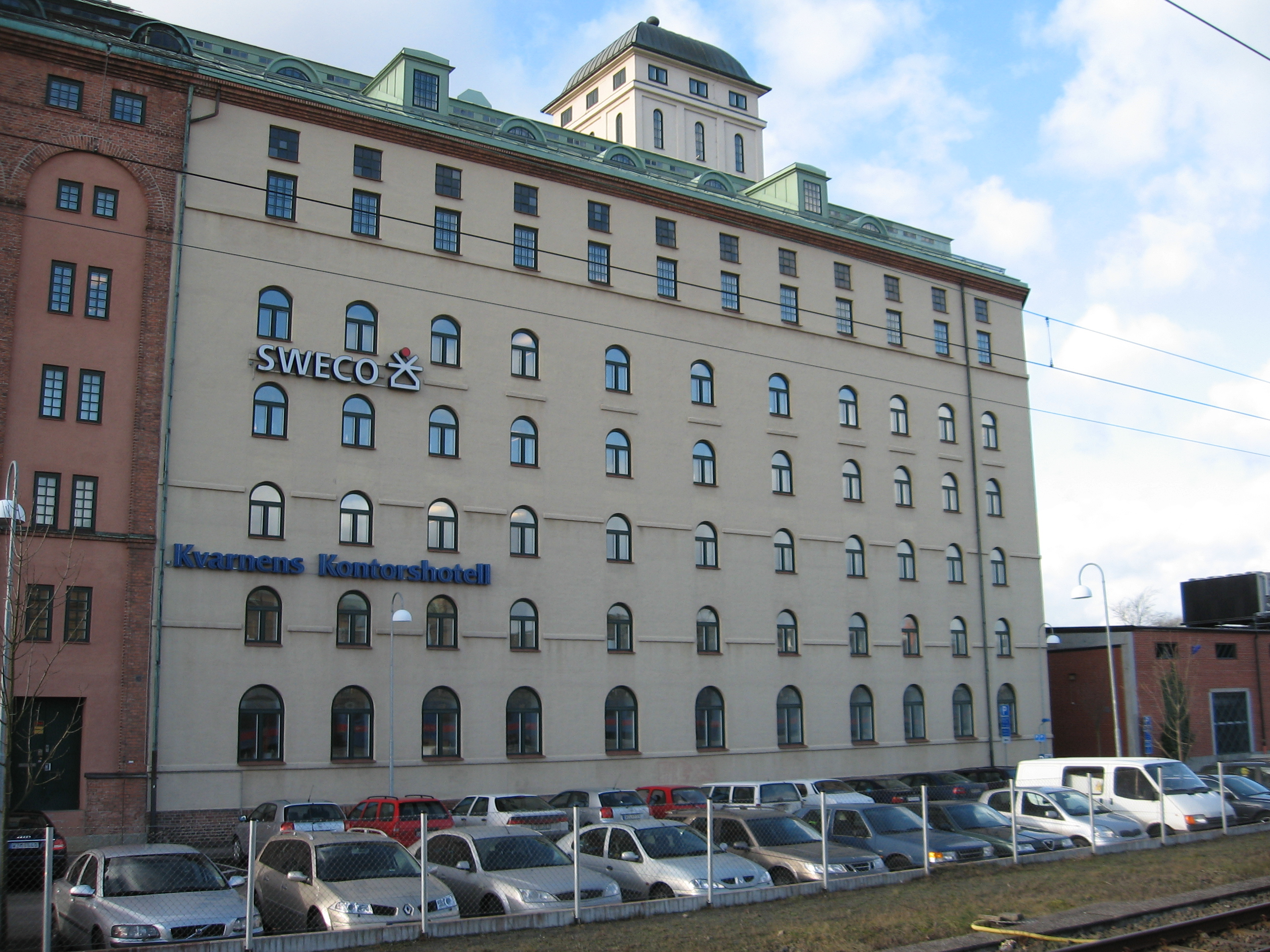

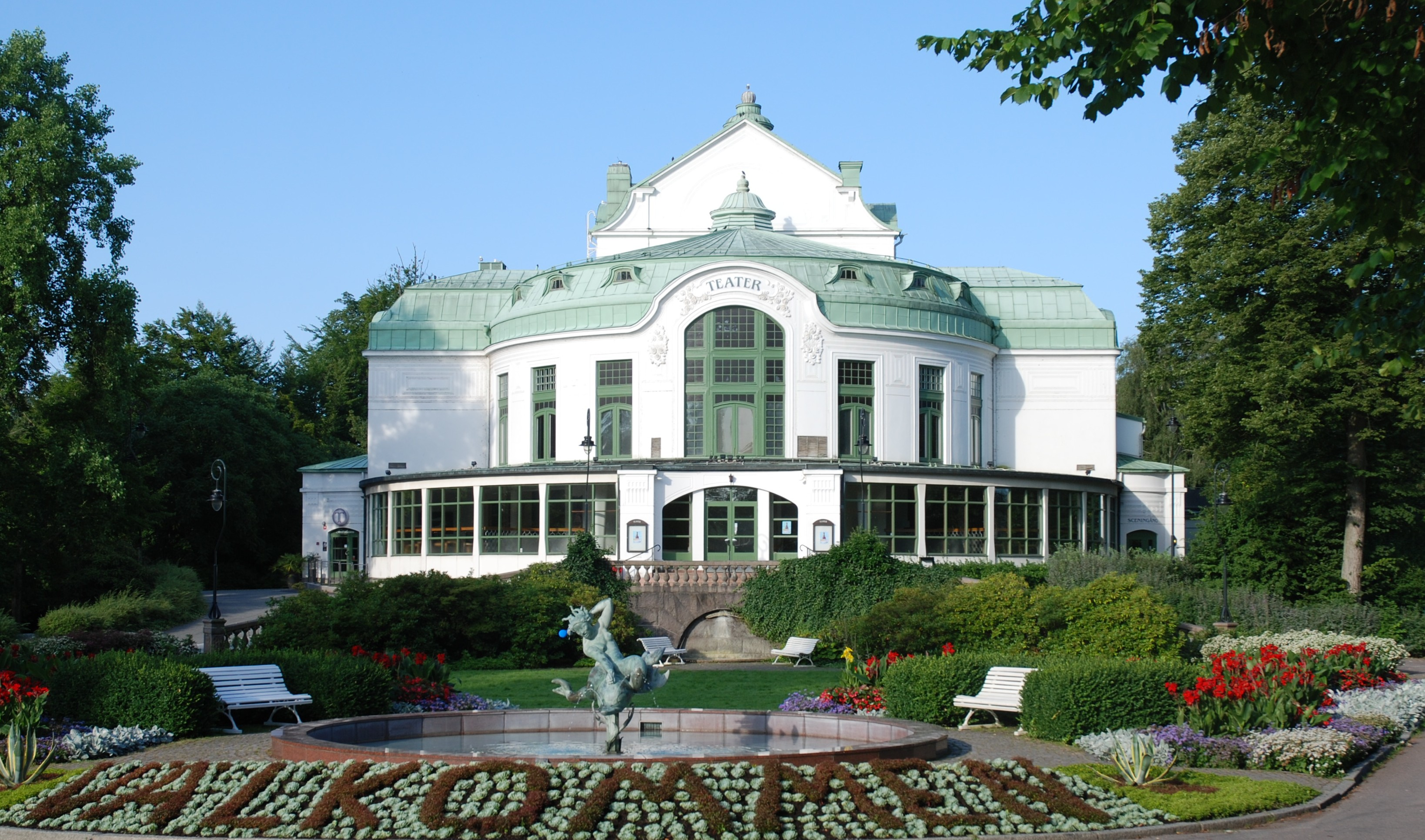
Théâtre de Kristianstad.
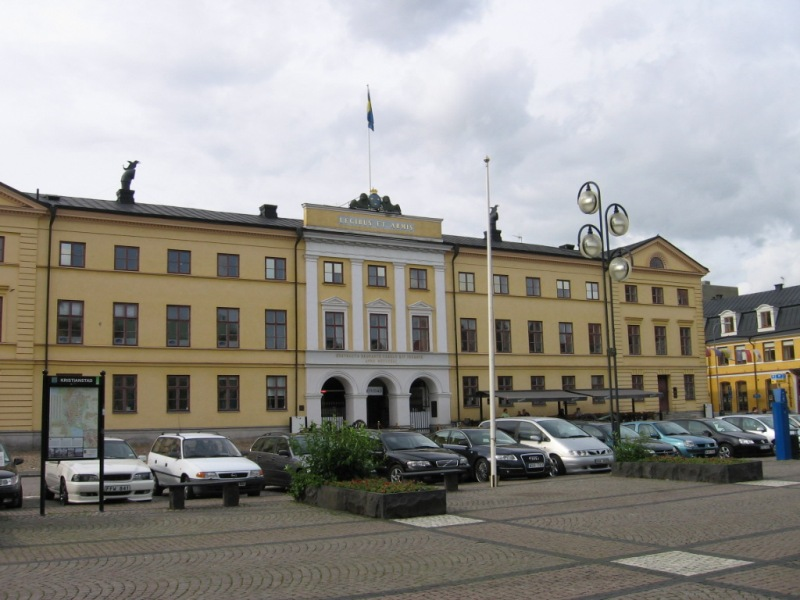
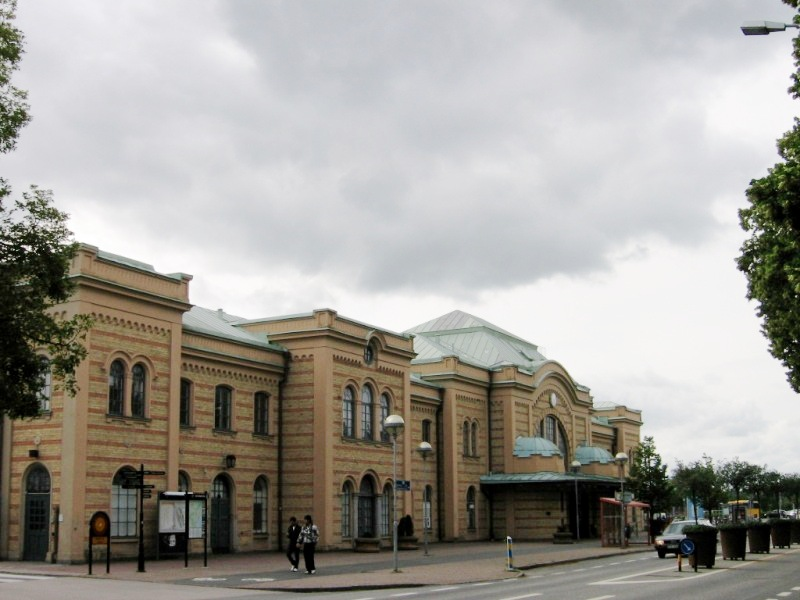
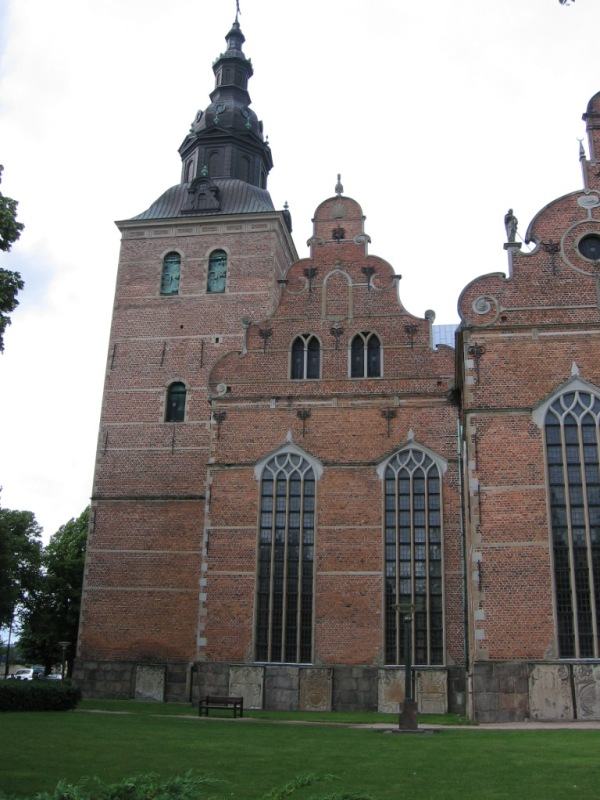
Église de la Trinité

## Personnalités liées à Kristianstad
- Hans Ekegardh (1881-1962), peintre, y est né.
- Emma Lundberg (1869-1953), peintre et architecte de jardins, y est née.
- Maria Malmer Stenergard (1981-), femme politique, y est née.
- Sebastian Nanasi (2002-), footballeur professionnel, y est né.